# Фінал Кубка Стенлі 2018

Фінал Кубка Стенлі 2018 (англ. Stanley Cup Finals) — 125-й загалом фінал Кубка Стенлі та сезону 2017–2018 у НХЛ між «Вашингтон Кепіталс» та «Вегас Голден Найтс».
У регулярному чемпіонаті «Вегас Голден Найтс» фінішували першими в Тихоокеанському дивізіоні Західної конференції набравши 109 очок. А «Вашингтон Кепіталс» фінішували першими в Столичному дивізіоні Східної конференції набравши 105 очок.
Серія розпочалась 28 травня в Парадайзі, а фінішувала 7 червня перемогою «Вашингтон Кепіталс».
У фінальній серії перемогу здобули «Вашингтон Кепіталс» 4:1. Приз Кона Сміта (найкращого гравця фінальної серії) отримав капітан «Столичників» Олександр Овечкін.
«Вегас Голден Найтс» став 3-м в історії НХЛ клубом, який дійшов до фіналу Кубка Стенлі в своєму дебютному сезоні.

## Шлях до фіналу
| Західна конференція     |          |                    |                   |                                         |
| Стадія                  | Суперник | Суперник           | Загальний рахунок | Результати матчів                       |
| Чвертьфінал конференції | ВК       | Лос-Анджелес Кінгс | 4 : 0             | 1:0, 2:1 (2ОТ), 3:2, 1:0                |
| Півфінал конференції    | Т3       | Сан-Хосе Шаркс     | 4 : 2             | 7:0, 3:4 (2ОТ), 4:3 (ОТ), 0:4, 5:3, 3:0 |
| Фінал конференції       | Ц2       | Вінніпег Джетс     | 4 : 1             | 2:4, 3:1, 4:2, 3:2, 2:1                 |

| Східна конференція      |          |                      |                   |                                                   |
| Стадія                  | Суперник | Суперник             | Загальний рахунок | Результати матчів                                 |
| Чвертьфінал конференції | ВК       | Колумбус Блю-Джекетс | 4 : 2             | 3:4 (ОТ), 4:5 (ОТ), 3:2 (2ОТ), 4:1, 4:3 (ОТ), 6:3 |
| Півфінал конференції    | С2       | Піттсбург Пінгвінс   | 4 : 2             | 2:3, 4:1, 4:3, 1:3, 6:3, 2:1 (ОТ)                 |
| Фінал конференції       | А1       | Тампа-Бей Лайтнінг   | 4 : 3             | 4:2, 6:2, 2:4, 2:4, 2:3, 3:0, 4:0                 |

## Арени
| Парадайз          | Т-Мобайл Арена Кепітал Ван-аренаclass=notpageimage\| Арени фіналу Кубка Стенлі 2018 | Вашингтон         |
| Т-Мобайл Арена    | Т-Мобайл Арена Кепітал Ван-аренаclass=notpageimage\| Арени фіналу Кубка Стенлі 2018 | Кепітал Ван-арена |
| Місткість: 17 367 | Т-Мобайл Арена Кепітал Ван-аренаclass=notpageimage\| Арени фіналу Кубка Стенлі 2018 | Місткість: 18 506 |
|                   | Т-Мобайл Арена Кепітал Ван-аренаclass=notpageimage\| Арени фіналу Кубка Стенлі 2018 |                   |

## Серія
| 28 травня 2018 20:00 | Вегас Голден Найтс | 6 : 4 (2:2, 1:1, 3:1) | Вашингтон Кепіталс | Т-Мобайл Арена, Парадайз Глядачів: 18 575 |

| Протокол | Протокол         | Протокол                                                                                    | Протокол                     | Протокол |
| --- | ---------------- | ------------------------------------------------------------------------------------------- | ---------------------------- | -------- |
| | Марк-Андре Флері | Голкіпери                                                                                   | Брейден Голтбі (00:00-58:12) |          |
| Колін Міллер (07:15) Вільям Карлсон (18:19) Рейлі Сміт (23:21) Раян Рівс (42:41) Томаш Носек (49:44) Томаш Носек (59:57) |                  | Бретт Конноллі (14:41) Ларс Ніклас Бекстрем (15:23) Джон Карлсон (28:29) Том Вілсон (41:10) |                              |          |
| 4 хв. | Вилучення        | 4 хв.                                                                                       |                              |          |
| 34 | Кидки            | 28                                                                                          |                              |          |

| 30 травня 2018 20:00 | Вегас Голден Найтс | 2 : 3 (1:1, 1:2, 0:0) | Вашингтон Кепіталс | Т-Мобайл Арена Глядачів: 18 702 |

| Протокол                             | Протокол                       | Протокол                                                         | Протокол       | Протокол |
| ------------------------------------ | ------------------------------ | ---------------------------------------------------------------- | -------------- | -------- |
|                                      | Марк-Андре Флері (00:00-58:01) | Голкіпери                                                        | Брейден Голтбі |          |
| Джеймс Ніл (07:58) Ші Теодор (37:47) |                                | Ларс Еллер (17:27) Олександр Овечкін (25:38) Брукс Орпік (29:41) |                |          |
| 8 хв.                                | Вилучення                      | 14 хв.                                                           |                |          |
| 39                                   | Кидки                          | 26                                                               |                |          |

| 2 червня 2018 20:00 | Вашингтон Кепіталс | 3 : 1 (0:0, 2:0, 1:1) | Вегас Голден Найтс | Кепітал Ван-арена, Вашингтон Глядачів: 18 506 |

| Протокол                                                                    | Протокол       | Протокол            | Протокол                       | Протокол |
| --------------------------------------------------------------------------- | -------------- | ------------------- | ------------------------------ | -------- |
|                                                                             | Брейден Голтбі | Голкіпери           | Марк-Андре Флері (00:00-57:23) |          |
| Олександр Овечкін (21:10) Євген Кузнецов (32:50) Деванте Сміт-Пеллі (53:53) |                | Томаш Носек (43:29) |                                |          |
| 4 хв.                                                                       | Вилучення      | 8 хв.               |                                |          |
| 26                                                                          | Кидки          | 22                  |                                |          |

| 4 червня 2018 20:00 | Вашингтон Кепіталс | 6 : 2 (3:0, 1:0, 2:2) | Вегас Голден Найтс | Кепітал Ван-арена Глядачів: 18 506 |

| Протокол | Протокол       | Протокол                              | Протокол         | Протокол |
| --- | -------------- | ------------------------------------- | ---------------- | -------- |
| | Брейден Голтбі | Голкіпери                             | Марк-Андре Флері |          |
| Ті-Джей Оші (09:54) Том Вілсон (16:26) Деванте Сміт-Пеллі (19:39) Джон Карлсон (35:23) Міхал Кемпний (53:39) Бретт Конноллі (58:51) |                | Джеймс Ніл (45:43) Рейлі Сміт (52:26) |                  |          |
| 20 хв. | Вилучення      | 32 хв.                                |                  |          |
| 23 | Кидки          | 30                                    |                  |          |

| 7 червня 2018 20:00 | Вегас Голден Найтс | 3 : 4 (0:0, 3:2, 0:2) | Вашингтон Кепіталс | Т-Мобайл Арена Глядачів: 18 529 |

| Протокол                                                   | Протокол                       | Протокол                                                                                   | Протокол                     | Протокол |
| ---------------------------------------------------------- | ------------------------------ | ------------------------------------------------------------------------------------------ | ---------------------------- | -------- |
|                                                            | Марк-Андре Флері (00:00-57:56) | Голкіпери                                                                                  | Брейден Голтбі (00:00-59:57) |          |
| Нейт Шмідт (29:40) Девід Перрон (32:56) Рейлі Сміт (39:31) |                                | Якуб Врана (26:24) Олександр Овечкін (30:14) Деванте Сміт-Пеллі (49:52) Ларс Еллер (52:23) |                              |          |
| 12 хв.                                                     | Вилучення                      | 8 хв.                                                                                      |                              |          |
| 31                                                         | Кидки                          | 33                                                                                         |                              |          |

| Володар Кубка Стенлі 2018       |
| ------------------------------- |
| Вашингтон Кепіталс перший титул |

## Володарі Кубка Стенлі
| Володарі Кубка Стенлі Вашингтон Кепіталс | Воротарі: Брейден Голтбі, Філіпп Грубауер Захисники: Метт Нісканен, Міхал Кемпний, Дмитро Орлов, Медісон Боуві, Крістіан Юс, Брукс Орпік, Джон Карлсон Нападники: Олександр Овечкін (К), Бретт Конноллі, Якуб Врана, Деванте Сміт-Пеллі, Алекс Чейсон, Том Вілсон, Андре Бураковскі, Ті-Джей Оші, Чендлер Стівенсон, Ларс Ніклас Бекстрем, Ларс Еллер, Джей Бігл, Євген Кузнецов Головний тренер: Беррі Троц Генеральний менеджер: Браян Маклеллан |